# City Lights (minialbum White Highway)
City Lights – minialbum grupy White Highway wydany 9 września 2017 roku nakładem własnym zespołu.

## Lista utworów
| Nr | Tytuł utworu            | Autorzy                                             | Długość |
| -- | ----------------------- | --------------------------------------------------- | ------- |
| 1. | „City Lights”           | M. Dybus, P. Gromadzki, K. Bieńkowska               | 4:37    |
| 2. | „Hangover”              | M. Dybus, P. Gromadzki, K. Bieńkowska               | 4:40    |
| 3. | „Freedom”               | M. Skorupski, P. Gromadzki, K. Bieńkowska           | 5:56    |
| 4. | „Fight For Your Dreams” | P. Gromadzki, M. Dybus, M. Skorupski, K. Bieńkowska | 5:12    |
|    |                         |                                                     | 20:25   |

## Twórcy
| - Kasia Bieńkowska – wokal - Paweł "Polish Paul" Gromadzki - gitara - Mirek Skorupski - instr. klawiszowe - Michał Dybus – gitara basowa - Adam Bartnicki – perkusja (wymieniony na płycie, nie brał udziału w nagraniach) | - Michał Jabłoński - perkusja w utworach 2,3 i 4 - Paweł Zbrzeźniak - perkusja w utworze 1 |